# Шевченко Олексій Миколайович (воротар)
Олексі́й Микола́йович Шевче́нко (нар. 24 лютого 1992, Дніпропетровськ) — український футболіст, воротар.

## Клубна кар'єра

### «Металург»
Вихованець СДЮСШОР «Інтер» (Дніпропетровськ). У 2008 році молодий голкіпер поповнив склад команди «Металург-2», за яку провів 46 матчів за чотири сезони. За першу команду Олексій дебютував 13 жовтня 2011 року в матчі проти клубу «Львів». В українській прем'єр-лізі Олексій зіграв 9 ігор.

### «Динамо»
Улітку 2013 року Олексій підписав попередню угоду з київським «Динамо» про перехід у столичний клуб у грудні того ж року після завершення контракту з «Металургом». Проте керівництво запорізького клубу вирішило піти назустріч футболісту й відпустити його у столичний клуб до закінчення дії контракту. І 30 травня 2013 року Шевченко на правах вільного агента підписав п'ятирічний контракт із київським «Динамо».
Але до кінця року Олексій зіграв лише у 5 матчах молодіжного чемпіонату й жодного разу навіть не потрапив до заявки основної команди «Динамо» на гру. У зв'язку з цим на початку 2014 року воротаря було віддано в оренду в ужгородську «Говерлу», де він став дублером основного воротаря Олександра Надя.
На сезон 2014–2015 Шевченка орендував новачок Прем'єр-ліги «Олімпік» (Донецьк), проте за основну команду так і не зіграв жодного матчу, через що на початку 2015 року на правах оренди перейшов у кутаїське «Торпедо», де зіграв до кінця сезону в 4 матчах чемпіонату. Улітку того ж року продовжив грати в оренді в Грузії, перейшовши до складу чемпіона країни «Діли».

### «Зоря»
22 січня 2016 року став гравцем луганської «Зорі», підписавши контракт на 2 роки. Взимку 2018 року залишив клуб.

### «Карпати»
22 лютого 2018 року підписав контракт з львівськими «Карпатами» на півтора року.

### «Шахтар»
У сезоні 2018/19 приєднався до складу донецького «Шахтаря», де пробув до кінця сезону 2022/23. 

### «Чорноморець»
У червні 2023 року став гравцем одеського «Чорноморця». В офіційних матчах у складі «Чорноморця» дебютував 12 серпня 2023 року у грі 3-го туру прем'єр-ліги чемпіонату України сезону 2023/24 між командами «Чорноморець» (Одеса) – «Оболонь» (Київ). У грудні 2023 року покинув одеський клуб.

## Збірна
Олексій був воротарем молодіжній збірній України, зіграв 9 ігор і пропустив 5 голів.

## Досягнення
- Фіналіст Кубка України: 2015/16